# Zutto.../Last minute/Walk
《Zutto.../Last minute/Walk》（永遠……/Last minute/Walk）為日本歌手濱崎步發行的第53張單曲，於2014年12月17日開始先行配信，在線上音樂商店開放下載，2014年12月24日在日本發售實體單曲。

本作首週銷量排名公信榜第五位，是濱崎步自1998年首次以《Trust》進入公信榜單曲TOP10以来的第50張TOP10單曲，是公信榜歷史上第一次有獨唱藝人達成此記錄（此前早安少女組和SMAP曾達成此記錄）。

## 簡介
- 這張單曲是濱崎步首張不以自創符號另外命名的三A面單曲。

- 本作TeamAyu限定盤首次採用與通常盤不同的封面，且繼一年前發行的第51張單曲《Feel the love/Merry-go-round》后再次採取音樂卡形式發售。

- 本作未發售DVD版本，而「Zutto...」的MV在發售日當天12月24日開始在iTunes上提供配信下載。[4]

- 本作延續了上作《Terminal》的封底設計，是濱崎步第三張有封底的單曲。（第一張為《appears》）

- 本作冬季抒情三部曲是2009年發行《You were../ BALLAD》以來，睽違五年再發行冬季抒情單曲。

- 集結了三位風格不同的作曲家的豪華作曲陣容，其中「Zutto...」是多胡邦夫的“經典冬季抒情”、「Last minute」是湯汲哲也的“搖滾抒情”、「Walk」是小室哲哉的“小室風格抒情”。

## 收錄歌曲
全曲作詞：濱崎步

### Zutto.../Last minute/Walk（CD ONLY）
CD
1. Zutto... (Original mix)
作曲：多胡邦夫／編曲：中野雄太
2. Last minute (Original mix)
作曲：湯汲哲也／編曲：tasuku
3. Walk (Original mix)
作曲：小室哲哉／編曲：中野雄太
4. Zutto... (Original mix -Instrumental-)
5. Last minute (Original mix -Instrumental-)
6. Walk (Original mix -Instrumental-)

### 歌迷俱樂部會員限定盤（CD ONLY）
CD
1. Zutto... (Original mix)
作曲：多胡邦夫／編曲：中野雄太
2. Last minute (Original mix)
作曲：湯汲哲也／編曲：tasuku
3. Walk (Original mix)
作曲：小室哲哉／編曲：中野雄太
4. WINTER BALLAD MEDLEY（Days ～ CAROLS ～ No way to say ～ JEWEL ～ You were... ～ momentum ～ POWDER SNOW）
5. Zutto... (Original mix -Instrumental-)
6. Last minute (Original mix -Instrumental-)
7. Walk (Original mix -Instrumental-)

### MUSIC CARD
一共三種樣式，收錄的音樂相同
- mu-mo shop限定盤
- 明信片尺寸樣式

MUSIC CARD
1. Zutto... (Original mix)
作曲：多胡邦夫／編曲：中野雄太
2. Last minute (Original mix)
作曲：湯汲哲也／編曲：tasuku
3. Walk (Original mix)
作曲：小室哲哉／編曲：中野雄太